# 杰西卡·詹姆斯
杰西卡·詹姆斯 （英語：Jessica Jaymes，1979年3月8日—2019年9月17日） 是一名美国色情女演員。她以成為《好色客》雜誌的第一位簽約模特兒以及2004年的『好色客年度寶貝』還有2008年8月《閣樓》雜誌的『當月閣樓寵物』而知名。

## 早年生活
詹姆斯於1979年3月8日出生於美國阿拉斯加州安克拉治。她的母親是捷克人與法國人，父親是塞米諾爾人，同時還是巡警以及美國緝毒局的臥底探員。她在10歲時與父母搬到亞利桑那州。後來她在羅斯維爾的新墨西哥軍事機構念中學及高中，之後畢業於里奧薩拉多社區大學並成為學校教師，教導四到六年級的學生有三年的時間，而她也真的很享受在教學上。2001年4月，她決定開始追求演藝生涯。

## 演藝生涯
2002年夏天，詹姆斯展開了她的色情電影生涯。很快的她參加了花花公子電視的節目《Totally Busted》並奠定了她的明星地位，而且自從她亮相之後，花花公子已經不是唯一在關注杰西卡的目光了。2004年，她參加了一個PPV電視節目名為《Can You Be A Porn Star?》，後來不但獲勝拿到了稱號還帶走大獎10萬美金。在得到了更多的認可之後，《好色客》雜誌的拉瑞·弗萊恩特與她接觸，最後她從成千上萬個女孩中脫穎而出，並成為旗下同名片商《好色客》的第一位簽約女演員還有『好色客年度寶貝』。2008年8月獲得《閣樓》雜誌的『當月閣樓寵物』。
詹姆斯於2006年與2007年曾在影集《單身毒媽》裡扮演一個小角色並演出過2集，她也曾出現在真人秀節目VH1的《Celebrity Rehab Sober House》中，還有HBO的《Vivid Valley》以及《霍華·史坦秀》。

## 私人生活
詹姆斯的藝名是由自己真實的姓Jessica和她情人的姓James所結合而成。她21歲的時候，接受了乳房植體手術，讓他的罩杯從34B上升到35D，並在乳頭及陰蒂上穿洞。
詹姆斯2019年9月17日在洛杉磯北山的住所中被發現昏迷，並在現場宣布死亡。她的前夫和同事在她去網上查看她的消息後發現了她，源自她已未上線一個星期。詹姆斯有癲癇病史，但死因尚不明確。進行屍檢後，她的屍體還給家人，但由於毒理学結果，死亡原因被推遲。洛杉磯縣驗屍官的報告後來列出了她的死因是癲癇發作和長期酗酒。

## 獎項和提名

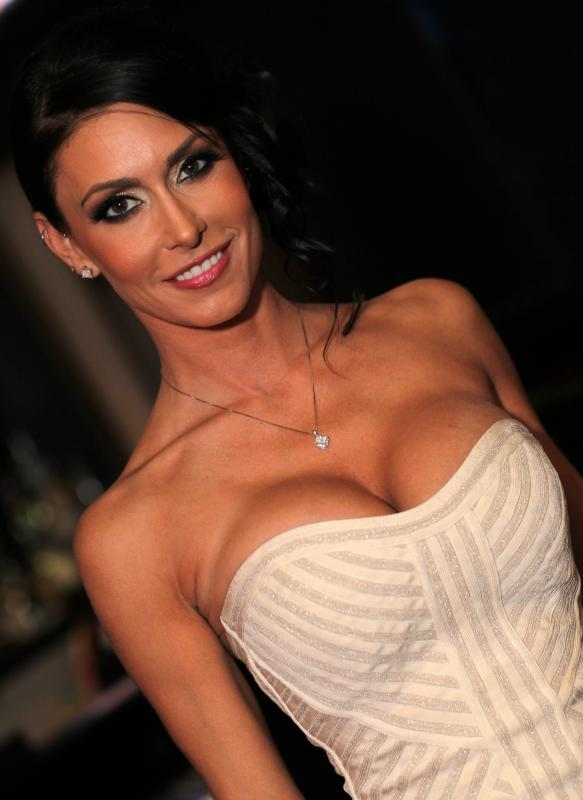
2013年詹姆斯在成人影帶新聞獎上

| 年份 | 獎項           | 項目                      | 作品                                                                               | 結果 |
| ---- | -------------- | ------------------------- | ---------------------------------------------------------------------------------- | ---- |
| 2014 | 成人影帶新聞獎 | 最佳三人性愛場景–女/女/男 | To Live and Fuck in LA (與克絲汀·普萊斯和Keiran Lee)                               | 提名 |
| 2015 | 成人影帶新聞獎 | 粉絲獎–最火辣熟女         | 不適用                                                                             | 提名 |
| 2016 | 成人影帶新聞獎 | 最佳色情網站              | 不適用                                                                             | 提名 |
| 2016 | 成人影帶新聞獎 | 粉絲獎–最火辣熟女         | 不適用                                                                             | 提名 |
| 2016 | 成人影帶新聞獎 | 粉絲獎–最美胸部           | 不適用                                                                             | 提名 |
| 2016 | 成人影帶新聞獎 | 粉絲獎–社群媒體之星       | 不適用                                                                             | 提名 |
| 2013 | 成人產業獎     | 最佳場景–Vignette Release | Big Tits in Sports 9(與Keiran Lee)                                                 | 提名 |
| 2015 | 成人產業獎     | 最佳場景–Vignette Release | Pornstars Like It Big 18(與Breanne Benson, Keiran Lee, 克絲汀·普萊斯和寇特妮·肯恩) | 提名 |
| 2013 | SEX Award      | 最佳色情身體              | 不適用                                                                             | 提名 |
| 2013 | SEX Award      | 年度色情明星              | 不適用                                                                             | 提名 |
| 2013 | SEX Award      | 最性感色情明星            | 不適用                                                                             | 提名 |

## 圖集

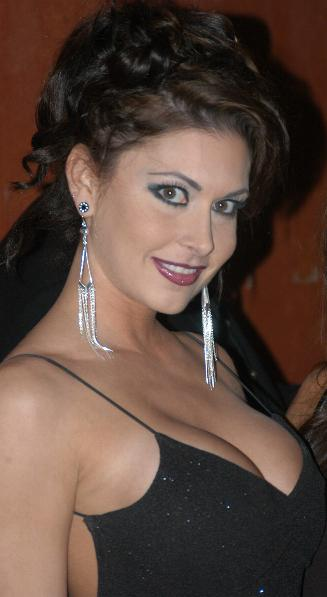
詹姆斯，攝於2007年
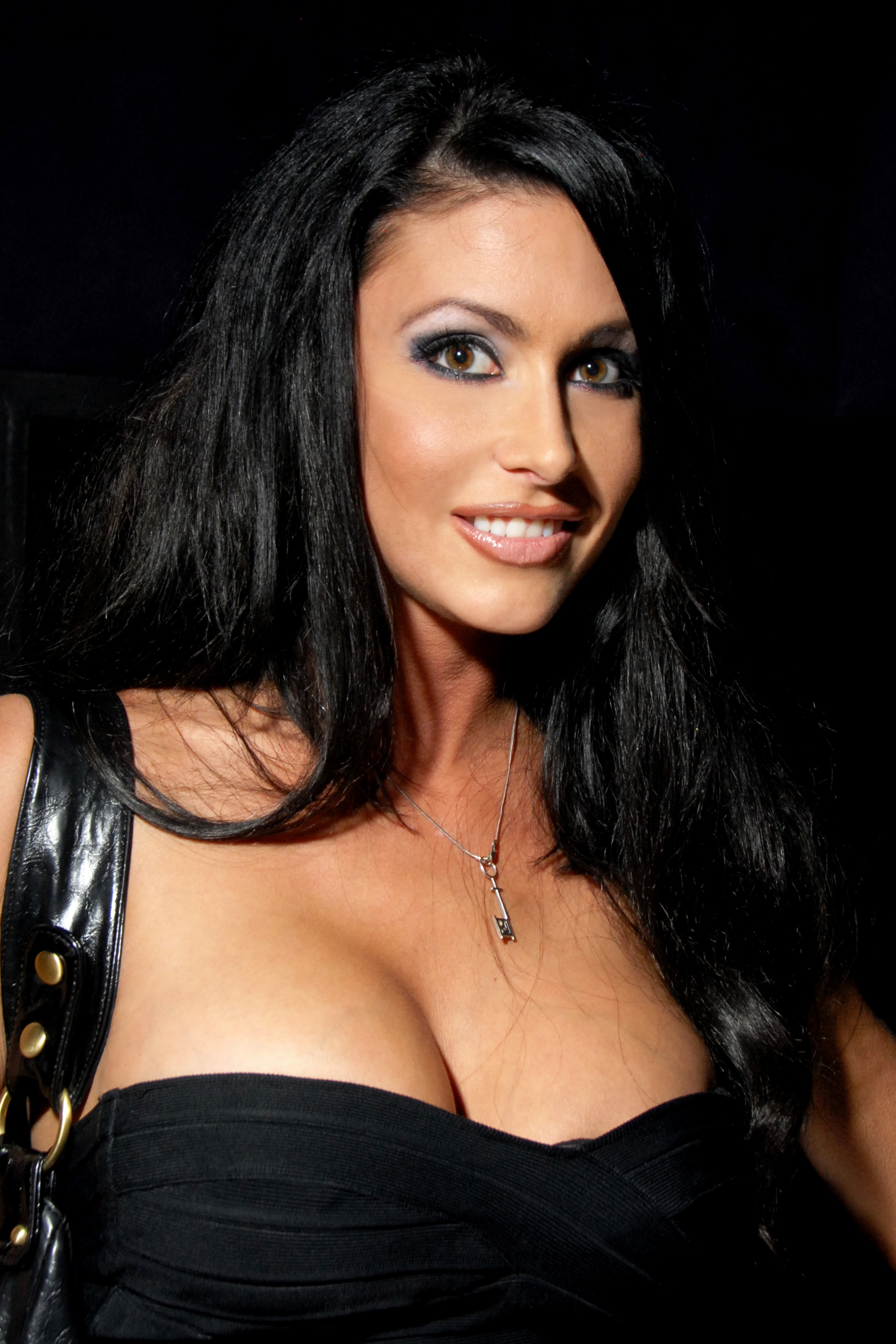
詹姆斯，攝於2009年